# Seznam starostů Lince

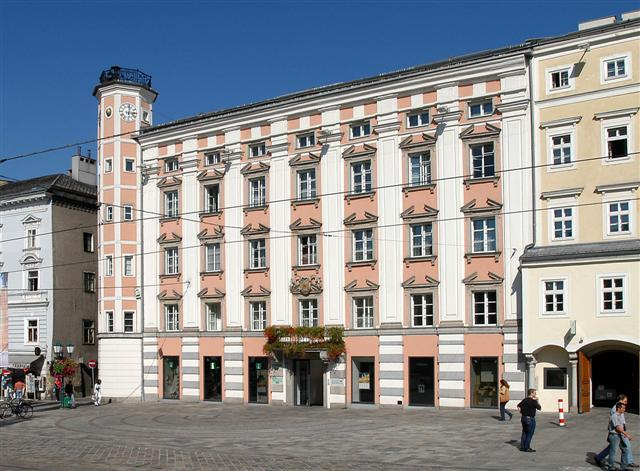
Stará radnice v Linci

Toto je seznam starostů Lince od zavedení moderní formy obecní samosprávy v roce 1850 do současnosti.

## Starostové v období let 1850–1918
- Reinhold Körner 1850–1854
- Johann Heinrich Jungwirth 1854
- Josef Dierzer von Traunthal 1854–1856
- Vinzenz Fink 1856–1861
- Reinhold Körner 1861–1867
- Viktor Drouot 1867–1873
- Karl Wiser 1873–1885
- Johann Evangelist Wimhölzel 1885–1894
- Franz Poche 1894–1900
- Gustav Eder 1900–1907
- Franz Dinghofer 1907–1918

## Starostové v období let 1918–1945
- Karl Sadleder 1918–1919 (DFOP)
- Josef Dametz 1919–1927 (SPÖ)
- Robert Mehr 1927–1929 (SPÖ)
- Eduard Euller 1929–1930 (SPÖ)
- Josef Gruber 1930–1934 (SPÖ)
- Franz Nusko 1934 (vládní komisař)
- Wilhelm Bock 1934–1938 (CSP)
- Josef Wolkerstorfer 1938–1939
- Leopold Sturma 1940–1943
- Franz Langoth 1944–1945 (NSDAP)

## Starostové v období od roku 1945
- Ernst Koref 1945–1962 (SPÖ)
- Edmund Aigner 1962–1968 (SPÖ)
- Theodor Grill 1968–1969 (SPÖ)
- Franz Hillinger 1969–1984 (SPÖ)
- Hugo Schanovsky 1984–1988 (SPÖ)
- Franz Dobusch 1988–2013 (SPÖ)
- Klaus Luger od r. 2013 (SPÖ)